# Slavenreglement
Een slavenreglement was een wet of regeling over het slavernijsysteem en de behandeling van slaven met name in relatie tot de trans-Atlantische slavenhandel.
De koloniale machten hadden allemaal iets andere slavenreglementen. De Franse koloniën hadden na 1685 speciaal hiervoor de Code Noir. De Spanjaarden hadden enkele wetten met betrekking tot slavernij in Las Siete Partidas, een veel oudere wet die niet was ontworpen voor de slavengemeenschappen van Amerika. Engelse koloniën hadden grotendeels hun eigen lokale slavenreglementen, meestal gebaseerd op de reglementen van de koloniën van Barbados of Virginia.
Naast deze slavenreglementen op nationaal en staats- of kolonieniveau, waren er stadsverordeningen en andere lokale regelingen met betrekking tot slaven.

## Kenmerken van slavenreglementen
Er zijn veel overeenkomsten tussen de verschillende slavenreglementen. De meest voorkomende elementen zijn:
BewegingsbeperkingenIn de meeste gebieden moesten alle slaven buiten hun plantages of buiten de steden waar ze woonden een pas dragen die ondertekend was door hun meester. Veel steden in de slavenstaten geboden slavenlabels, kleine koperen insignes die slaven droegen om te laten zien dat ze zich mochten verplaatsen.
HuwelijksbeperkingenDe meeste plaatsen beperkten de huwelijksrechten van slaven om te voorkomen dat ze van slavenhouder zouden veranderen door te trouwen in een gezin op een andere plantage. Het huwelijk tussen mensen van verschillende rassen was meestal ook beperkt.
Verbod op samenscholingSlavenreglementen verhinderden over het algemeen grote groepen slaven om zich te verzamelen buiten hun plantages.
SlavenpatrouillesIn de van slaven afhankelijke delen van Noord-Amerika ondersteunden verschillende niveaus van wettelijk gezag de slavenpatrouilles van plantage-eigenaren en andere vrije blanken.
Handel en commercie door slavenAanvankelijk gaven de meeste gebieden slaven wat grond voor persoonlijk gebruik dat hen in staat stelde goederen te verkopen op de markt. Naarmate slavernij winstgevender werd, werden slavenreglementen ingevoerd die de rechten van slaven om goederen te kopen, verkopen en te produceren beperkten. Op sommige plaatsen moesten slaven slavenlabels dragen om te bewijzen dat ze aan bepaalde soorten werk mochten deelnemen. Latere wetten begonnen hierop beperkingen op te leggen, maar slaveneigenaren werden nog steeds zelden gestraft voor het doden van hun slaven.
OnderwijsbeperkingenSommige slavenreglementen maakten het illegaal om slaven te leren lezen.

## De Amerikaanse koloniën van Engeland en de Verenigde Staten
Er was geen centraal Engels slavenreglement; elke kolonie ontwikkelde zijn eigen reglement, vaak met verwijzing naar het Romeinse recht en de behandeling van de status van slaven. Nadat de Verenigde Staten onafhankelijk waren geworden in de Amerikaanse Onafhankelijkheidsoorlog van 1775-1783, ratificeerden de afzonderlijke staten nieuwe grondwetten. Over het algemeen waren deze wetten een voortzetting van de wetten die in deze gebieden al vóór dat moment geldig waren en bleven hun slavenreglementen ongewijzigd.
Het eerste uitgebreide slavenreglement in een Engelse kolonie werd ingevoerd in Barbados, in 1661. Veel andere slavenreglementen uit die tijd zijn rechtstreeks op dit model gebaseerd. Wijzigingen van de Barbadiaanse slavenreglementen werden in 1664 ingevoerd in de kolonie Jamaica en werden vervolgens ingrijpend gewijzigd in 1684. De Jamaicaanse reglementen van 1684 werden in 1691 overgenomen door de kolonie South Carolina en vandaar diende het slavenreglement als model voor vele andere koloniën in Noord-Amerika.
Door de scheepvaart en handel tussen West-Indië en de Chesapeake (de "laatste passage" van de driehoekshandel) werden plantage-eigenaren zich snel bewust van juridische en culturele veranderingen.
De noordelijke koloniën in de Verenigde Staten ontwikkelden op latere tijdstippen hun eigen slavenreglementen, met de strengste reglementen in de kolonie New York, die in 1702 een uitgebreid slavenreglement goedkeurde dat in 1712 en 1730 werd uitgebreid.

## Franse slavenreglementen
De Franse koloniën in Noord-Amerika waren het enige deel van Amerika waar een werkend slavenreglement werd toegepast vanuit het moederland Frankrijk. Koning Lodewijk XIV paste de Code Noir toe in 1685 en deze werd aangenomen door Saint-Domingue in 1687 en Frans West-Indië in 1687, Frans Guyana in 1704, Réunion in 1723 en Louisiana in 1724. Het werd nooit toegepast in Canada, dat zeer weinig slaven had. De Code Noir is mede ontwikkeld om de verspreiding van het protestantisme tegen te gaan en richt zich dus meer op religieuze beperkingen dan andere slavenreglementen. De Code Noir werd in 1724 aanzienlijk aangepast.
De stad New Orleans in Louisiana ontwikkelde slavenreglementen onder Spanje, Frankrijk en de Verenigde Staten, omdat Louisiana verschillende keren van eigenaar wisselde. Dit resulteerde in een zeer complexe reeks slavenreglementen.

## Spaanse slavenreglementen
In de praktijk waren de slavenreglementen van de Spaanse koloniën lokale wetten, vergelijkbaar met die in andere gebieden. Er was een overkoepelend wetboek, Las Siete Partidas, dat veel specifieke rechten verleende aan de slaven in deze gebieden, maar er zijn weinig vermeldingen dat het daadwerkelijk werd gebruikt om de slaven in Amerika ten goede te komen. Las Siete Partidas werd opgesteld in de dertiende eeuw, lang voor de kolonisatie van de nieuwe wereld. Het omgaan met slavernij was gebaseerd op de Romeinse traditie.

## Nederlandse slavenreglementen
Voor 1730 was er in de Nederlandse kolonie Suriname geen sprake van slavenreglementen. Gouverneur Van Sommelsdijck voerde in Suriname het zogenaamde Plantaadjereglement in dat het beheer van de plantages regelde en voorschriften bevatte voor de behandeling van de slaven. Het Plantaadjereglement is met verscheidene wijzigingen en aanvullingen tot de Emancipatiewet in 1863 van kracht gebleven.
Op Curaçao werd na de opstand in 1795 onder leiding van Tula het slavenreglement door kapitein Van Westerholt aangepast. Enerzijds wilde hij een voorbeeld stellen en werden slaven, vrije zwarten en mulatten onder verscherpt toezicht gesteld, maar hij nam ook maatregelen om nieuwe opstanden te voorkomen en tegemoet te komen aan de eisen van de opstandelingen. Voor het eerst werden beschermende maatregelen voor slaven ingevoerd die verder gingen dan het verbod op het doodslaan van een slaaf.
De volgende negen maatregelen werden door de gouverneur en de Raad van Curaçao doorgevoerd:
1. Plantage-eigenaren, christen of Jood, mochten hun slaven dwingen te werken op zondagen en op feestdagen.
2. De werkuren werden voor slaven vastgelegd: van vijf tot elf uur in de ochtend en van één tot zonsondergang. Dit was rond zes uur.
3. Het rantsoen van de slaven werd vastgesteld op wekelijks vijf kannen mais voor mannen en vier voor vrouwen.
4. Slaveneigenaren waren verplicht hun slaven van kleding te voorzien.
5. Slaven mochten niet langer verplicht worden kleren of andere goederen van hun eigenaar te kopen.
6. Plantagehouders mochten hun slaven niet langer buitensporige of onredelijke lijfstraffen opleggen. Tevens mochten zij niet langer meerdere slaven straffen voor overtredingen van een enkeling.
7. Slaveneigenaren moesten binnen acht dagen na de verdwijning van een slaaf dit schriftelijk bekendmaken bij de openbaar aanklager.
8. Plantage-eigenaren moesten de openbare wegen die aan hun plantages gelegen zijn onderhouden.
9. Planters mochten twee geweren voor persoonlijk gebruik op hun plantage hebben, op voorwaarde dat deze onder streng toezicht stonden van de blanken. Slaven mochten geen wapens vasthebben.

Naast deze maatregelen werd de avondklok opnieuw ingevoerd. Na 21.00 uur mochten slaven niet meer op straat zijn, tenzij met toestemming van hun eigenaar.
Het nieuwe slavenreglement zorgde niet voor veel verbetering in de levensomstandigheden van de slaven en de onrust op Curaçao bleef nog lang voortduren.